# Никола Стоилов
Никола Стоилов е български политик от Българската комунистическа партия.

## Биография
Роден е на 8 януари 1915 г. в град Пещера. От 1931 г. е член на РМС, а през 1934 и на БКП. Учи в гимназиите в Пещера и Неврокоп. Между 1934 и 1939 г. е член на БОНСС. През 1940 г. завършва агрономия в Софийския университет. През 1939 г. е войник в Школата за запасни офицери. От септември до декември 1944 е директор на Държавно земеделско училище в Перущица. От януари до декември 1945 е член на ОК на БКП в Пещера, секретар на ГК на БКП в Пещера и завеждащ АПО на ОК на БКП в Пещера (от август). След това е завеждащ в Инспектората за селско стопанство към Комисията за държавен контрол. От ноември 1949 до февруари 1950 г. е завеждащ сектор в Селскостопанския отдел при ЦК на БКП. От февруари 1950 до 21 юни 1951 г. завежда Селскостопанския отдел при ЦК на БКП. Никола Стоилов е министър на земеделието от 1951 до 1952 г. Снет е поради противопоставяне на искането на Червенков като нереално за двойно увеличаване на добивите от пшеница през следващата година. Официалната версия за снемането е несправяне с работата. След това работи като директор на ДЗС „Александър Стамболийски“ в Пловдив. Между 1952 и 1960 г. е секретар на ОК на БКП и председател на ОНС в Пловдив. От 1961 до 1966 е директор на ДЗС „Совата“ в град Свищов. Пенсионира се през 1966 г. Има трима сина – Георги Стоилов (1941 – 2014), проф. д.т.н. зам.-ректор на ТУ; Димитър (1946) и Камен (1954) – строителен предприемач.